# Phryganopteryx
Phryganopteryx is een geslacht van vlinders van de familie spinneruilen (Erebidae), uit de onderfamilie Arctiinae.

## Soorten
- P. colorata de Toulgoët, 1971
- P. convergens de Toulgoët, 1959
- P. formaosa de Toulgoët, 1958
- P. formosa de Toulgoët, 1959
- P. griveaudi de Toulgoët, 1959
- P. incerta de Toulgoët, 1972
- P. inexpectata Rothschild, 1931
- P. intermedia de Toulgoët, 1965
- P. lemairei de Toulgoët, 1973
- P. nebulosa de Toulgoët, 1959
- P. occidentalis Hervé de Toulgoët, 1959
- P. pauliani de Toulgoët, 1971
- P. perineti Rothschild, 1933
- P. postexcisa Rothschild, 1935
- P. rectangulata Kenrick, 1914

- P. rothschildi de Toulgoët, 1959
- P. saalmuelleri Rothschild, 1924
- P. sogai de Toulgoët, 1959
- P. strigillata (Saalmüller, 1878)
- P. strigulata Saalmüller, 1877
- P. triangularis de Toulgoët, 1957
- P. viettei de Toulgoët, 1961
- P. watsoni de Toulgoët, 1977